# Gilera SC
La SC 125 è un modello di motocicletta presentata nel 2007 e venduta solo per un anno, nella sola cilindrata 125 cm³ e si tratta di un modello sportivo della casa Gilera. In realtà si tratta praticamente della Derbi GPR 125 Racing alla quale sono state applicate colorazioni differenti, mentre il resto rimane completamente uguale e destinata anch'essa al Campionato SP.

## Componentistica
La moto, esattamente come la Derbi GPR 125 Racing è dotata di un motore Minarelli-Yamaha, montato sulla Yamaha DT 125, con degli accorgimenti sull'alimentazione e sullo scarico, che sono usati per l'omologazione della moto ad Euro 2, questi accorgimenti sono l'immissione di aria seconda nell'espansione dotata di doppio catalizzatore, controllo della carburazione e altro.
La moto oltre alle caratteristiche meccaniche all'avanguardia, è dotata di una ciclistica diversa dai modelli presenti sul mercato, come la Cagiva Mito, e l'Aprilia RS, infatti viene utilizzato un impianto frenante radiale all'anteriore, ma con un disco da 300 mm invece dei 320 mm, così come l'impianto posteriore, decisamente più piccolo rispetto ai altri modelli, 180 mm contro i 220/230 mm. In questo caso risulta decisamente più comprensibile poiché tale impianto riduce la possibilità di bloccaggi, facilitando anche l'utilizzo in curva per i meno esperti.
Ma la SC non ha solo l'impianto frenante ridimensionato, ma anche la copertura posteriore, montando una gomma leggermente più piccola, più precisamente da 130/70, che facilita l'inserimento in curva, la sicurezza del pilota e garantisce comunque sia la tenuta a livello della 150/70, anche se soggetta ad una maggiore usura, anche se più uniforme.